# Pribina (Plattensee-Fürstentum)

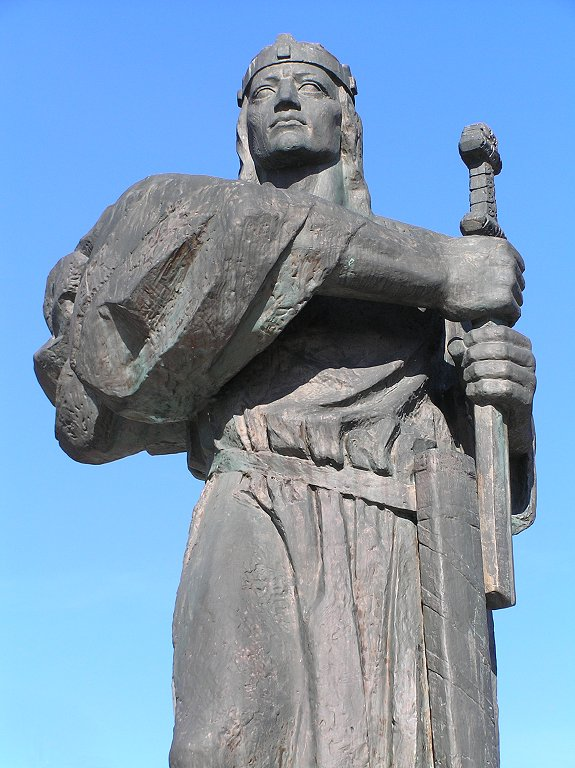
Statue Pribinas in Nitra

Pribina (* unbekannt; † zwischen 20. Februar 860 und 21. März 861) war ein slawischer Fürst im Frühmittelalter, der einen Gutssitz in der Stadt Nitra besaß und auf diesem eine Kirche erbauen ließ, welche durch den Salzburger Erzbischof Adalram geweiht wurde.
Pribina wurde um 832/33 von mährischen Fürsten Mojmir I. verbannt, woraufhin er zuerst zu den Franken floh. Nach weiteren Aufenthalten bei Bulgaren und Kroaten kehrte Pribina schließlich ins Frankenreich zurück und wurde von 839/40 bis 860/61 der erste Fürst von Unterpannonien.
In der Slowakei gilt er als der erste bekannte Herrscher der Slowaken. Die wichtigste schriftliche Quelle hierfür ist die Conversio Bagoariorum et Carantanorum.

## Frühe Jahre in Nitra
Über Herkunft und Familiensituation Pribinas ist wenig bekannt. Führende tschechische und britische Historiker gehen von Pribina als einem mährischen Lehensfürsten aus, der möglicherweise der Herrscherdynastie der Mojmiriden angehörte. Slowakische Historiker halten dagegen an der Ansicht fest, Pribina sei bis 833 ein souveräner Herrscher eines eigenen selbständigen Fürstentums gewesen. Letztlich geht aus den mittelalterlichen Quellen nicht hervor, welche Position Pribina in Nitra vor seiner Vertreibung hatte; der häufig zitierte Titel „Fürst“ (dux) ist für ihn nirgends belegt und er könnte auch schlicht ein Gefolgsmann am Hof des mährischen Fürsten gewesen sein.
Pribinas Frau gehörte möglicherweise dem bairischen Grafengeschlecht der Wilhelminer an, mit der er seinen Sohn Kocel hatte. Wahrscheinlich hatte Kocel einen jüngeren Bruder namens Unzat (Unsat), der mehrere Male gemeinsam mit Kocel urkundlich erwähnt ist.

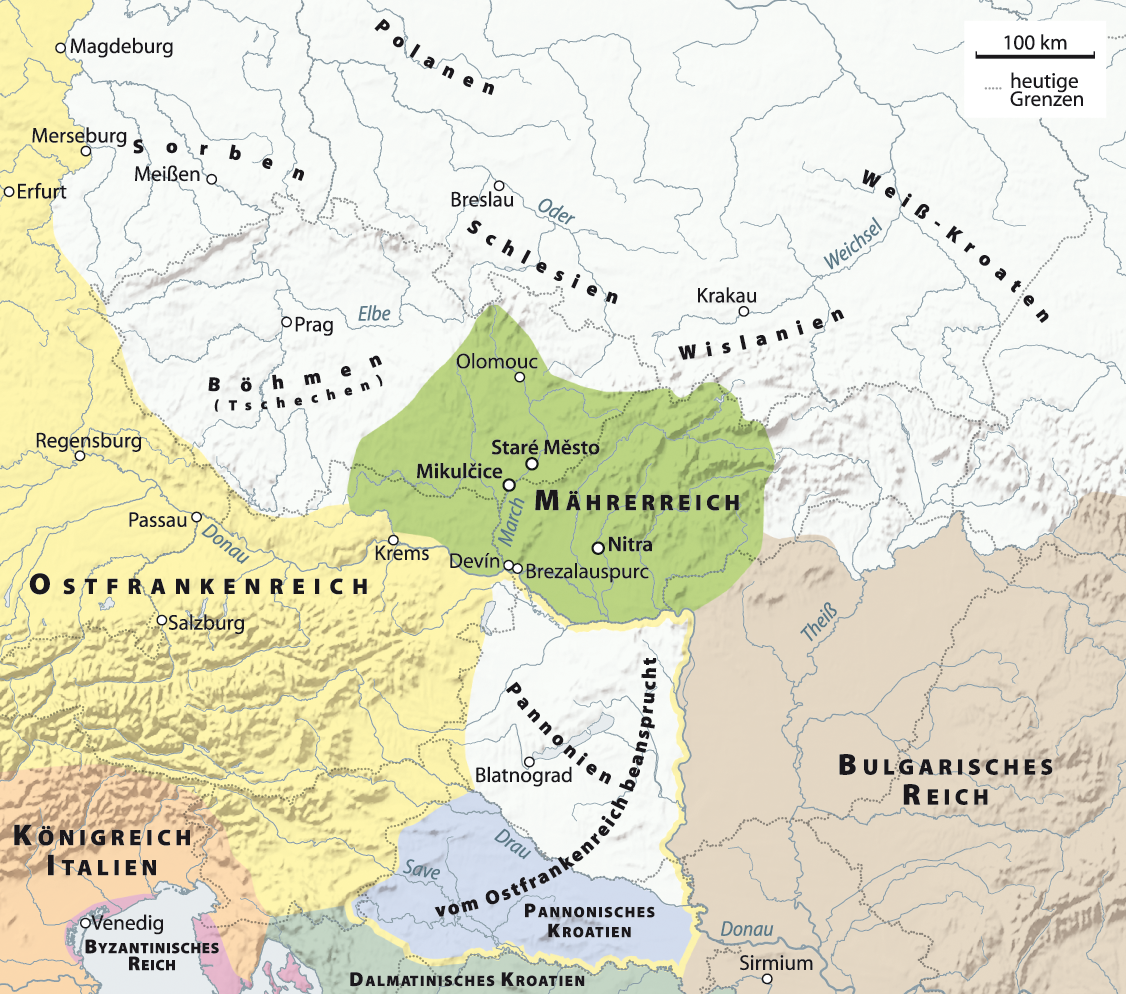
Das Mährerreich unter Mojmir I.

Pribina hatte wahrscheinlich gute Beziehungen zum benachbarten Baiern, und daher ist auch die Annahme berechtigt, dass sich zur Zeit Pribinas in Nitra bairische Kaufleute aufhielten. Hier ließ er schon um 828/830 eine christliche Kirche erbauen, die vom Salzburger Erzbischof Adalram geweiht wurde. Diese Emmeramskirche konnte bisher noch nicht lokalisiert werden und diente möglicherweise den bairischen Christen. Es handelt sich dabei um die erste bekannte Kirche auf einem slawischen Territorium nördlich der Donau. Ob Pribina selbst ursprünglich Heide war, ist umstritten. Im Jahr 833 wurde Pribina vom mährischen Fürsten Mojmir I. aus Nitra verbannt.

## Jahre der Flucht
Pribina floh mit seinen Getreuen zum Präfekten des Bairischen Ostlandes Ratpot, der ihn im ersten Halbjahr des Jahres 833 König Ludwig dem Deutschen vorstellte. Auf des Königs Befehl hin wurde Pribina dann in der Martinskirche bei Traismauer getauft (bzw. nach manchen Forschern: neu getauft). Wegen Streitigkeiten mit Ratpot floh er aber bald aus dem Ostland. Zunächst ging er in das Großbulgarische Reich (wahrscheinlich nach Sirmium) – dessen Herrscher damals Khan Malamir gewesen ist – und später zu seinem Verwandten Fürst Ratimir von Posavien. 838 eroberte jedoch Ratbot auf Befehl König Ludwigs das Fürstentum Ratimirs. Ob dieser Angriff in Zusammenhang mit Pribinas Erscheinen bei Ratimir zusammenhängt ist nicht ganz klar. Jedenfalls flüchtet Pribina daraufhin zu Salacho, dem Fürsten der Krain. Salachos Gebiet war damals wahrscheinlich bereits Bestandteil Karantaniens, das unter der Verwaltung Ratpots stand. Salacho versöhnte Pribina mit Ratpot.

## Fürst des Plattensee-Fürstentums
839 oder 840 erhielt Pribina von König Ludwig dem Deutschen die Verwaltung des von Slawen bewohnten Plattensee-Fürstentums in Unter-Pannonien, wo er die neue Hauptstadt Blatnohrad (dt. Mosapurc (Moosburg), heute Zalavár), gründete. Am 10. Juni 846 schenkte ihm der König ein Gebiet „iuxta fluvium Valchau“, dessen Lage sich heute nicht bestimmen lässt, im Ausmaß von 100 Mansen. 846 oder 847 erhielt er dann den lebenslangen und um 848 den erblichen Besitz des Fürstentums. Im Fürstentum entwickelte Pribina eine groß angelegte Kolonisation und war ein eifriger Christianisierer. Er baute Blatnohrad in eine riesige Festung um, erbaute 15 Kirchen und war bis zuletzt ein treuer Vasall der fränkischen Könige. Er schützte das Ostfrankenreich vor Angriffen Großmährens, Bulgariens und der südwestlichen Slawen. Pribina wurde vom ostfränkischen König reich beschenkt und gab selber Schenkungen an die Abtei Niederaltaich sowie zum Patriarchat von Aquileia.
Pribina wurde in die militärischen Auseinandersetzungen zwischen Prinz Karlmann und seinen Vater König Ludwig den Deutschen hineingezogen. Beide waren Pribinas Herren. Karlmann als Präfekt des Bairischen Ostlandes, Ludwig als ostfränkischer König, dem der Präfekt des Ostland unterstellt war. Pribina stellte sich auf die Seite des Königs. Karlman war mit dem großmährischen Fürsten Rastislav verbündet und soll „seinen“ Untertanen Pribina an Rastislav geopfert haben um sich dessen Unterstützung zu sichern. Dies ist aber umstritten, denn die genauen Hintergründe und Vorgänge, die letztlich zum Tod Pribinas geführt haben, sind bis auf folgendes ungewiss: Pribina wurde im Jahre 861 „von den Mährern erschlagen“. Pribina fiel während der Kämpfe Karlmanns mit Rastislav von Mähren. Möglicherweise wurde Pribina aber ermordet. Pribinas Nachfolger wurde sein Sohn Kocel, der die Arbeit seines Vaters fortsetzte.
Die Gestalt Pribinas wurde als Symbol der deutsch-slawischen Zusammenarbeit vom Regime der 1. Slowakischen Republik (1939–1945) vielfach ausgenützt.